# Mark Warner (monteur)
Pour les articles homonymes, voir Mark Warner (homonymie) et Warner.
Mark Warner (né en 1954) est un monteur américain.

## Filmographie[1]

### Monteur
- 1982 : Rocky 3, l'œil du tigre réalisé par Sylvester Stallone
- 1982 : 48 Heures (48 Hrs.) réalisé par Walter Hill
- 1983 : Staying Alive réalisé par Sylvester Stallone
- 1984 : A Soldier's Story réalisé par Norman Jewison
- 1985 : Une créature de rêve (Weird Science) réalisé par John Hughes
- 1986 : Les Aventures de Jack Burton dans les griffes du Mandarin (Big Trouble in Little China) réalisé par John Carpenter
- 1987 : Running Man (The Running Man) réalisé par Paul Michael Glaser
- 1988 : Cocoon, le retour (Cocoon: The Return) réalisé par Daniel Petrie
- 1989 : Miss Daisy et son chauffeur (Driving Miss Daisy) réalisé par Bruce Beresford
- 1990 : Fenêtre sur Pacifique (Pacific Heights) réalisé par John Schlesinger
- 1991 : Rush réalisé par Lili Fini Zanuck
- 1992 : En toute bonne foi (Leap of Faith) réalisé par Richard Pearce
- 1993 : L'Amour en trop (Rich in Love) réalisé par Bruce Beresford
- 1994 : Intersection réalisé par Mark Rydell
- 1995 : Dolores Claiborne réalisé par Taylor Hackford
- 1996 : La Couleur du destin (A Family Thing) réalisé par Richard Pearce
- 1996 : L'Héritage de la haine (The Chamber) réalisé par James Foley
- 1997 : L'Associé du diable (The Devil's Advocate) réalisé par Taylor Hackford
- 1998 : Sans issue (Thicker Than Blood) réalisé par Richard Pearce (Téléfilm)
- 1999 : Double Jeu (Double Jeopardy) réalisé par Bruce Beresford
- 2001 : Monkeybone réalisé par Henry Selick
- 2001 : Lara Croft : Tomb Raider (Lara Croft: Tomb Raider) réalisé par Simon West
- 2002 : Abandon réalisé par Stephen Gaghan
- 2003 : Pancho Villa (And Starring Pancho Villa as Himself) réalisé par Bruce Beresford (Téléfilm)
- 2004 : Anacondas : À la poursuite de l'orchidée de sang (Anacondas: The Hunt for the Blood Orchid) réalisé par Dwight H. Little
- 2006 : Like Minds réalisé par Gregory J. Read
- 2006 : Le Contrat (The Contract) réalisé par Bruce Beresford
- 2007 : Le Dragon des mers : La Dernière Légende (The Water Horse) réalisé par Jay Russell
- 2009 : Mao's Last Dancer réalisé par Bruce Beresford
- 2011 : Sanctum
- 2016 : The Comedian de Taylor Hackford
- 2018 : Les Petites robes noires (Ladies in Black) de Bruce Beresford

### Autres métiers
- 1978 : Le Retour (Coming Home) réalisé par Hal Ashby (monteur assistant)
- 1979 : Bienvenue, Mister Chance (Being There) réalisé par Hal Ashby (monteur assistant)
- 1980 : Raging Bull réalisé par Martin Scorsese (monteur associé)
- 2000 : L'Échange (Proof of Life) réalisé par Taylor Hackford (monteur en post-production)
- 2004 : Anacondas : À la poursuite de l'orchidée de sang (Anacondas: The Hunt for the Blood Orchid) réalisé par Dwight H. Little (monteur additionnel)

## Distinctions

### Nominations
- 1990 : nommé à l'Oscar du meilleur montage pour Miss Daisy et son chauffeur (Driving Miss Daisy)[2]
- 2004 : nommé à l'Emmy Award pour Pancho Villa[3]